# Moose Harris
Moose Harris de son vrai nom Jason James Harris (né le 17 décembre 1967 à Devizes, Wiltshire)  est un bassiste britannique.

## Carrière
À 17 ans, il est recruté par Justin Sullivan de New Model Army afin de remplacer Stuart Morrow.
Il contribue au succès de New Model Army notamment grâce aux albums, The Ghost Of Cain (1986) et surtout à Thunder and Consolation sorti en 1989.
En 1990, Moose Harris quitte New Model Army et c'est en 1992, qu'il rejoint The Damned qui envisage de se reformer le temps d'une tournée pour quitter le groupe trois ans plus tard.
À partir de 1996, Jason Harris devient le bassiste des Lurkers.
En 2005, il forme le groupe Sleeper Cell, avec Nick Harper mais ne connaît pas le succès. Il envisage désormais de participer à une tournée avec The Pieshop Boys.